# Hieria

Mapa de Constantinopla.

Hieria (em grego: Ἱερεῖα, Ἱερία, Ἡρία), atualmente Fenerbahçe, foi um subúrbio da Constantinopla bizantina (moderna Istambul, Turquia) que notabilizou-se como sítio de um palácio imperial. O nome deriva de Heraion akron (em grego: Ἡραῖον ἄκρον; "Cabo de Hera"), que foi o nome de um pequeno promontório da Antiguidade da costa asiática do Bósforo oposto a Calcedônia (moderna Kadıköy). O imperador Justiniano I (r. 527–565) construiu um palácio neste local, que incluía um porto e uma igreja dedicada a Santa Maria.
O palácio, que sobreviveu até pelo menos 1203, serviu como residência de verão par uma série de imperadores bizantinos, incluindo Heráclio (r. 610–641) e Basílio I, o Macedônio (r. 867–886), que adicionou uma capela dedicada ao profeta Elias. Devido à sua localização no lado asiático do Bósforo, o palácio frequentemente serviu como um ponto de recepção dos retornos triunfais dos imperadores bizantinos em campanha no Oriente. O iconoclasta "concílio de Hieria" ocorreu no palácio em 754. Apenas alguns traços do complexo do palácio original (o quebra-mar do porto, uma cisterna e inscrições funerárias) sobreviveram.